# San Nicolás Coatepec
San Nicolás Coatepec är en ort i Mexiko. Den ligger i delstaten Mexiko, i den sydöstra delen av landet, 50 km sydväst om huvudstaden Mexico City. San Nicolás Coatepec ligger 2 756 meter över havet och antalet invånare är 7 604.
Terrängen runt San Nicolás Coatepec är varierad, och sluttar västerut. Runt San Nicolás Coatepec är det ganska tätbefolkat, med 207 invånare per kvadratkilometer. Närmaste större samhälle är Ocoyoacac, 15,2 km norr om San Nicolás Coatepec. I omgivningarna runt San Nicolás Coatepec växer i huvudsak blandskog.